# Popillia sandyx
Popillia sandyx är en skalbaggsart som beskrevs av Newman 1838. Popillia sandyx ingår i släktet Popillia och familjen Rutelidae. Inga underarter finns listade i Catalogue of Life.